# State of Euphoria
State of Euphoria (на български език – Състояние на еуфория) е четвъртият студиен албум на американската траш/спийд метъл банда Антракс, и първи със златен статут за групата.
Продукцията е приета като по-слаба от предишните им творби, и донякъде разочароваща за вече натрупалата се фенска маса за времето си. Забелязват се наченки на по-сложни рифове и по-мелодични сола. Парчетата са хумористични с мрачен оттенък, което е нещо типично за квинтета.

## Списък на песните
| 1. | Be All, End All             | 6:22 |
| 2. | Out of Sight, Out of Mind   | 5:13 |
| 3. | Make Me Laugh               | 5:41 |
| 4. | Antisocial (кавър на Trust) | 4:27 |
| 5. | Who Cares Wins              | 7:35 |

| 6.  | Now It's Dark        | 5:34 |
| 7.  | Schism               | 5:27 |
| 8.  | Misery Loves Company | 5:40 |
| 9.  | 13 (инструментал)    | 0:49 |
| 10. | Fīnalē               | 5:47 |

## Музиканти
- Джоуи Беладона – вокал
- Дан Спиц – китари
- Скот Ян – китари
- Франк Бело – бас
- Чарли Бенанте – барабани